# センバワン・レンジャーズFC
センバワン・レンジャーズFC（Sembawang Rangers Football Club）は、シンガポールにあったサッカーチームである。

## 概要
1996年にジブラルタル・クレセントとセンバワンSCの合併によって創設されたチームでイーシュン・スタジアムを本拠地にしていた。
Sリーグの再編に伴って、2003年のシーズンを最後に解散した。

## 成績

### Sリーグ
- 1996 - シリーズ1: 7位; シリーズ2: 6位
- 1997 - 8位
- 1998 - 8位
- 1999 - 8位
- 2000 - 9位
- 2001 - 8位
- 2002 - 6位
- 2003 - 9位

### シンガポール・カップ
- 1997 - 第一試合
- 1998 - 4位
- 1999 - 第一試合
- 2000 - 第一試合
- 2001 - 準々決勝
- 2002 - 第一試合